# Sarcophaga flavibarbis
Sarcophaga flavibarbis är en tvåvingeart som beskrevs av Engel 1925. Sarcophaga flavibarbis ingår i släktet Sarcophaga och familjen köttflugor. Inga underarter finns listade i Catalogue of Life.